# Lauta
Lauta (em alto sorábio: Łuty)  é uma cidade da Alemanha localizada no distrito de Bautzen, região administrativa de Dresden, estado da Saxônia.